# Antonija Stanišić
Antonija Stanišić Šperanda (Požega, 9. lipnja 1976.) hrvatska je glumica.

## Životopis
Pohađala je IV. gimnaziju u Zagrebu. Diplomirala je glumu na Akademiji dramske umjetnost u Zagrebu u klasi profesorice Helene Buljan i prof. Doris Šarić-Kukuljice 2004. godine. Od treće godine Akademije profesionalno radila u svojstvu vanjskog suradnika po brojnim kazalištima od Dramskog kazališta Gavella, Gradskog kazališta Komedija, Gradskog kazališta Požega, KUFER-a do Dječjeg kazališta Dubrava, Teatra Gavran i mnogih drugih. 2004. godine dobiva status slobodnog umjetnika, a 2005. se stalno zapošljava u Gavelli.

## Filmografija

### Televizijske uloge
- "U dobru i zlu" kao doktorica (2024.)
- "Kumovi" kao sutkinja (2022.)
- "Baza Djeda Mraza" kao Antonija (2009.)
- "Sve će biti dobro" kao Mariana Bebić (2009.)
- "Zakon ljubavi" kao Nadja (2008.)
- "Zauvijek susjedi" kao Izabela Bela (2007. – 2008.)
- "Žutokljunac" kao Antonija (2005.)
- "Nora Fora" kao Mirta - posudila glas (2004.)

### Filmske uloge
- "Ajde, dan... prođi..." kao konobarica (2006.)
- "Tu" kao Marijana (2003.)

### Kazališne uloge
- 1997. Z. Krilić: "Iznenađenje", Krilato kazalište, Zagreb, uloga: Dječak
- 1998. Z. Krilić: "Mala škola hodanja", Krilato kazalište, Zagreb, uloga: Petra
- 2001. C. Collodi: "Pinocchio", Gradsko kazalište Požega, Redatelj:Robert Ferenčina, uloga: Lisica
- 2001. G. Feydeau: "Mladoženja Barillon", Dramsko kazalište Gavella, uloga: Virginia
- 2002. B. Elton: "Pop Corn",  Dramsko kazalište Gavella, uloga: Velvet
- 2002. F. Pessoa "Mornar", KUFER, uloga: Žena
- 2002. A. Lindgren: "Pipi Duga Čarapa", Gradsko kazalište Požega, uloga: Pipi Duga Čarapa
- 2003. I. Bauersima: "Norveška.Danas.", Gradsko kazalište Požega, Redatelj:Mario Kovač, uloga: Julija
- 2003. B. Jelčić & N.Rajković: "Radionica za šetanje, pričanje i izmišljanje", Dubrovačke ljetne igre, uloga: Kundurica
- 2003. M. Torjanac: "Zubić Zubko", Teatar Agram, Zagreb, uloga: Zubić
- 2003. E. Ionesco: "Jacques ili pokornost", Dramsko kazalište Gavella, uloga: Roberta
- 2003. D. Delbianco: "Motel Mrak", Gradsko kazalište Komedija, uloga: Ruža
- 2003. A. Šenoa: "Postolar i vrag", Dječje kazalište Dubrava, Zagreb, uloga: Vrag i Bog
- 2004. G. Tabori: "Weismann i Crveno Lice", Dramsko kazalište Gavella, uloga: Ruta
- 2004. V. Matujec: "Otok na kojem je vrijeme stalo", Dubrovačke ljetne igre, Redateljica: Vanja Matujec, uloga: Uhoda i Dvorska dama
- 2004. M. Gavran: "Zabranjeno smijanje", Kazalište Gavran, Zagreb, uloga: Nina
- 2005. R. Schimmelpfennig: "Arapska noć", Koprodukcija Gradskog kazališta Požega i Virovitičkog kazališta, uloga: Franziska Dehka
- 2005. T. Rozewicz: "Klopka", Istarsko narodno kazalište, uloga: Greta Block
- 2005. H. Ibsen: "Stupovi društva", Dramsko kazalište Gavella, Redatelj:Tomislav Pavković, uloga: gospođa Lynge
- 2005. N. Hall: "Sretno rastavljeni", Grabancijaš teatar, uloga: Maggie Owens
- 2006. I.Bergman/J.M.Coetzee: "Sramota", k.o, ADU, ZKM, uloga: Žena
- 2006. A.P. Čehov: "Ivanov", Dramsko kazalište Gavella, uloga: Saša
- 2006. M. Bulgakov: "Majstor i Margarita", Dramsko kazalište Gavella, uloga: Kormilar Žorž
- 2007. N.V. Gogolj: "Revizor", Dramsko kazalište Gavella, uloga: Marija Antonovna
- 2007. A.S. Puškin: "Mećava", Dramsko kazalište Gavella, uloga: Djevojka
- 2008. T. Williams: "Orfej silazi", Dramsko kazalište Gavella, uloga: Carol Cutriere
- 2008. F.X. Kroetz: "Nagon", Gradsko kazalište Požega, uloga: Hilde
- 2009. P. Zelenka: "Slučajevi običnog ludila", Dramsko kazalište Gavella, uloga: Anna
- 2010. J. Heusser-Spyri: "Heidi", Kazalište Merlin, uloga: Heidi
- 2010. D. Špišić: "Alabama", Dramsko kazalište Gavella, uloga: Marina

### Sinkronizacija
- "Sara i patka" kao Sara (nove epizode) (2016.)
- "Zvončica i čudovište iz Nigdjezemske" kao pripovjedačica (2015.)
- "Pipi Duga Čarapa" kao Pipi (2006.; 2011.)
- "Zvončica i veličanstveno vilinsko spašavanje" kao pripovjedačica (2010.)
- "Zvončica i izgubljeno blago" kao pripovjedačica i Vilica (2009.)
- "Zvončica" kao pripovjedačica (2008.)
- "Kong: Povratak u džunglu" kao reporteka #1 (2007.)
- "Pčelica Maja" kao Maja (2007.)
- "Tristan i Izolda" kao Brangwen, Eleonora, Morwenna, plesačica i građanin (2006.)
- "Pokretni dvorac" kao Baka Sofija (2004.)
- "Spider-Man" kao teta May, Mary Jane Watson (2003.)
- "Sretan put, Charlie Brown (i ne vraćaj se)" kao Violette Honfleur, stjuardesa i francuska učiteljica (2002.)
- "Soli i Mo" kao Mo
- "Johnny Test" kao Lila Test
- "Anđeli i prijatelji" kao Slatka
- "Mjesečeva ratnica" kao Usagi Tsukino
- "Jura" kao Rita
- "Trollz" kao Ruby
- "Bikeri s Marsa" kao Šani

## Priznanja
- 2002. Nagrada hrvatskog glumišta u kategoriji najbolje glumice u dječjoj predstavi za ulogu Lisice u predstavi "Pinocchio", Gradskog kazališta Požega
- 2004. Nagrada "Ivo Fici" za najbolju mladu glumicu za ulogu Ruže u predstavi "Motel Mrak", Gradskog kazališta Komedija na Festivalu glumca u Vinkovcima
- 2004. Nagrada "Ivo Serdar" za ulogu najbolje prihvaćenu od publike, za ulogu Ruže u predstavi "Motel Mrak", Gradskog kazališta Komedija na Danima satire Satiričkog kazališta Kerempuh.
- 2004. Nagrada hrvatskog glumišta u kategoriji najbolja glumica u dječjoj predstavi za uloge Boga i Vraga u predstavi "Postolar i vrag" Dječjeg kazališta Dubrava.

## Vanjske poveznice
- Antonija Stanišić u internetskoj bazi filmova IMDb-u (engl.)